# Teréz (szőlőfajta)
A Teréz egy hazai nemesítésű csemegeszőlőfajta. Szegedi Sándor és munkatársai állították elő Kecskemét-Katonatelepen 1970-ben Eger 2 (Seyve Villard 12375 sel.) és az Olimpia keresztezésével.

## Leírása
Tőkéje: erős növekedésű, nem túl sűrű vesszőzetű.
Fürtje: igen nagy (480 g), közepesen laza vagy laza, ágas. Bogyói:nagyok, megnyúltak, oválisak, zöldessárga színűek. Bőtermő.
Művelés, metszés: hosszúmetszést igényel. Érzékenység: gombás betegségekkel szemben ellenálló, a bio-szőlőtermesztés megbecsült fajtája lehet, mert permetezés nélkül is termeszthető. Jól szállítható és tárolható
Elterjedtsége:  újabb nemesítésű, ellenálló fajta. Állami elismerést 1995-ben kapott.  Íze nem a legkiválóbb, magja és erős héja is kellemetlen lehet.